# Orbital de enlace
En teoría de orbitales moleculares, un orbital de enlace u orbital enlazante es aquel orbital molecular caracterizado por que hay una densidad electrónica importante entre los núcleos atómicos, esto es, no hay nodos perpendiculares al eje internuclear. Según el método de combinación lineal de orbitales atómicos, un orbital enlazante se forma mediante la interferencia constructiva de dos orbitales atómicos de simetría apropiada. De esta forma, se obtiene un orbital con menor energía que cualquiera de los dos orbitales atómicos originales, lo que favorece la formación del enlace químico entre los dos átomos.
Puesto que los orbitales de enlace o enlazantes tienen menor energía que los orbitales atómicos que les dieron origen, en una estructura electrónica molecular suelen ser llenados en primer lugar.